# アシコタウンあしかが
アシコタウンあしかが（Ashico Town Ashikaga）は、栃木県足利市大月町3-2にあるショッピングセンター。2007年（平成19年）9月20日にあしかがハーヴェストプレース（Ashikaga Harvest Place）として開業し、2014年（平成26年）6月1日に現行名称に改称した。

## 歴史

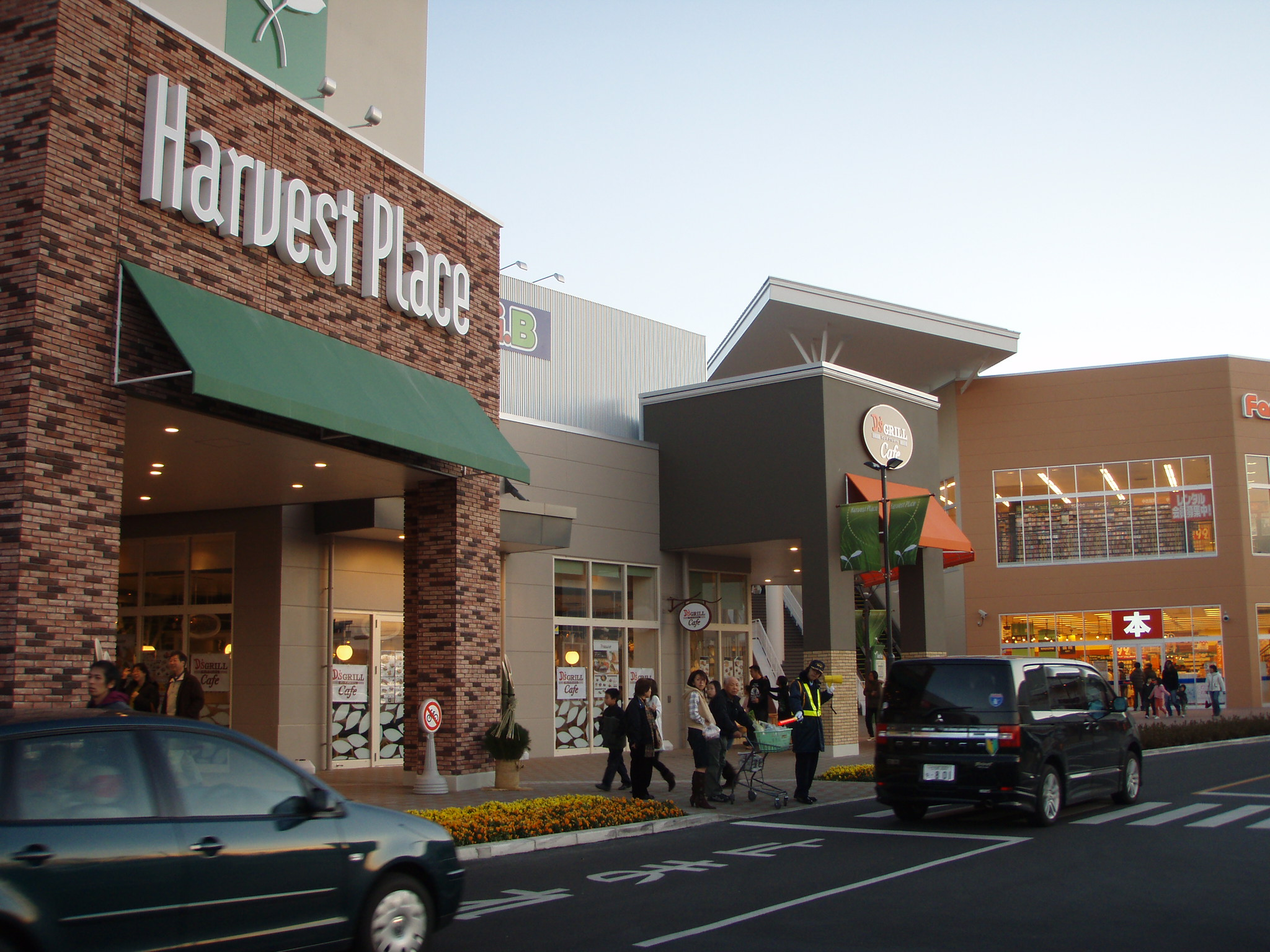
あしかがハーヴェストプレース時代（2007年）

### あしかがハーヴェストプレース
かつてこの場所には三洋電機足利工場があり、足利競馬場跡地より広い約20ヘクタールの面積を有していた。2004年3月には南側の敷地5.4ヘクタールをハウスギャバンが取得して工場を建設したが、2006年（平成18年）には北側の敷地をヨークベニマルが取得してショッピングセンターの建設を計画した。
2007年（平成19年）9月20日にはカインズホームが開店し、これを皮切りに順次テナントが開業した。11月2日にあしかがハーヴェストプレースがセミグランドオープンし、12月22日にグランドオープンした。足利市の吉谷宗男市長は映画ファンであり、自ら指揮を執ってシネマコンプレックスを誘致した。グランドオープン時には千葉興行によって8スクリーンのシネマックス足利が開館し、「足利中劇」が2001年1月31日に閉館して以来7年11か月ぶりに足利市内に映画の灯がともったが、想定の半分程度の観客数にとどまったことから、シネマックス足利は2009年（平成21年）2月27日をもって閉館した。
2011年（平成23年）3月11日に東日本大震災（東北地方太平洋沖地震）が発生すると、3月11日と3月12日には全店が臨時休業した。一部の店舗を除き、3月13日に営業を再開した。

### アシコタウンあしかが
2014年（平成26年）6月1日には住商アーバン開発株式会社の運営に変わった。プロムナード棟が取り壊された跡地に3棟の建物が建てられ、同年11月15日にアシコタウンあしかがとしてグランドオープンした。アシコ（ashico）は足利（Ashikaga）とコミュニティ（Community）を組み合わせた造語である。
2016年（平成28年）3月1日、シネマックス足利の跡地にユナイテッド・シネマ株式会社によってユナイテッド・シネマアシコタウンあしかがが開館した。

## 主なテナント

### あしかがハーヴェストプレース
先行開業
- カインズ足利大月店 - 2007年9月20日開業
- ヨークベニマル足利大月店 - 2007年9月28日開業
- ゴールドジムスパレア足利 - 2007年11月1日開業

2007年11月2日（セミグランドオープン時）開業
- ユニクロ
- ABCマート
- シューラルー
- ザ・ダイソー
- サンドラッグ
- ハニーズ
- YOO-HOO-2014年5月31日リニューアルに伴う移転のため一時退店。
- アフラックサービスショップ-2014年5月28日リニューアルに伴い一時退店。
- ノア外語学院・NOAH kids-2014年5月31日リニューアルに伴う移転のため一時退店。
- マクドナルド

以降開業テナント 2007年12月22日（グランドオープン）
- ディー・エム・ガスステーション-2007年11月開業
- ケーズデンキ-2007年12月6日開業
- プラサカプコン足利-2007年12月14日開業
- チャンスセンター（宝くじ売り場）-2007年12月17日開業
- ミスタードーナツ-2009年5月15日開業、2014年5月28日リニューアルに伴い一時退店。
- からだ工房-2009年7月3日開業、2014年5月16日リニューアルに伴う移転の為一時退店。
- ジェイエステティック-2011年11月21日開業、2014年5月28日リニューアルに伴う移転の為一時退店。
- ジュエルカフェ-2012年4月14日開業

### アシコタウンあしかが
あしかがハーヴェストプレース時代からあるテナント
- カインズ足利大月店
- ヨークベニマル足利大月店
- ゴールドジムスパレア足利
- ユニクロ
- ABCマート
- シューラルー
- ザ・ダイソー
- サンドラッグ
- ハニーズ
- マクドナルド
- ディー・エム・ガスステーション
- ケーズデンキ
- チャンスセンター（宝くじ売り場）
- ジュエルカフェ

2014年6月1日（セミリニューアルオープン）前後開業
- ノア外語学院・NOAH kids-2014年6月2日新装開業
- パシオス-2014年6月20日開業
- くまざわ書店-2014年6月20日開業
- GU-2014年9月26日開業

2014年11月15日（新装リニューアルオープン）以降開業
- ミスタードーナツ-2014年11月15日新築したA棟にて新装開業
- アフラックサービスショップ-2014年5月31日～11月中旬にヨークベニマル内で営業した後同年11月15日に新築したB棟にて新装開業
- ほけんの相談窓口-2014年11月15日新築したB棟（アフラックサービスショップ隣り）にて開業
- ユナイテッド・シネマ -2016年3月1日開業
- サイゼリヤ-2016年12月15日開業
- アシコタウン歯科-2017年5月1日開院
- 西松屋-2020年9月24日開業[6]
- アドアーズ-2020年10月17日開業
- ホットヨガ＆ナイトサーフィンヨガスタジオLAVA-2021年1月10日開業
- J!NS-2024年4月4日に空きテナントとなったC棟にて開業
- スターバックスコーヒー-2024年11月4日にロードサイド棟南隣の駐車場に新築した飲食店棟にて開業

## 過去のテナント
- ブリリアントガーデン - 2007年11月2日（セミグランドオープン時）開業、2009年1月退店
- D's グリルカフェ - 2007年11月2日（セミグランドオープン時）開業、2009年1月12日退店
- マックハウス - 2007年11月2日（セミグランドオープン時）開業、2009年1月18日退店
- フードコート「食べラッセ」 - 2007年11月2日解放、2014年1月19日閉鎖
  - ファーストキッチン - 2007年11月2日（セミグランドオープン時）開業、2009年1月31日退店
  - 幸楽苑 - 2007年11月2日（セミグランドオープン時）開業、2009年1月31日退店
- シネマックス足利 - 2007年12月21日プレオープン、2009年2月27日退館
- 地球商会 - 2007年12月7日開業、2009年4月12日退店
- フォルツ・ザ・スーツ - 2007年11月2日（セミグランドオープン時）開業、2009年5月退店
- レゼール - 2007年11月2日（セミグランドオープン時）開業、2009年7月20日退店
- 千金ワールド足利店 - 2008年3月20日開業、2009年8月11日退店（経営会社破産の為）
- フェリーチェ - 2009年3月14日開業、2009年11月30日退店
- アジアンガーデン - 2007年12月20日開業、2009年12月退店
- プランギ - 2009年9月18日開業、2010年1月事実上退店
- タリーズコーヒー - 2007年11月2日（セミグランドオープン時）開業、2010年1月3日退店
- SERAFINO - 2009年11月21日開業、2010年2月28日退店
- ジャムピクシー - 2007年11月2日（セミグランドオープン時）開業、2010年7月25日退店
- 仙台平禄（回転寿司） - 2008年5月2日開業、2011年1月末退店
- アイズギャラリー - 2007年11月2日（セミグランドオープン時）開業、2011年2月末退店
- リンガーハット（フードコート「食べラッセ」内） - 2007年11月2日（セミグランドオープン時）開業、2011年5月上旬退店
- 縁日茶屋（フードコート「食べラッセ」内） - 2009年9月17日開業、2011年8月末退店
- pohon（ぽぽん） - 2007年11月2日（セミグランドオープン時）開業、2011年8月末退店
- 北の綿雪（フードコート「食べラッセ」内） - 2010年6月17日開業、2012年1月10日退店
- N plus a - 2007年11月2日（セミグランドオープン時）開業、2012年3月退店
- きっずえんじぇる - 2011年10月8日開業、2012年3月28日退店
- ブル・ヴィラージュ - 2011年10月9日開業、2012年3月末退店
- Heartful - 2009年3月開業、2012年5月退店
- プラサカプコン足利 - 2007年12月14日開業、2012年10月28日退店
- BAL - 2010年4月29日開業、2013年4月28日退店
- ベリーズベリー - 2007年11月2日（セミグランドオープン時）開業、2013年7月28日退店
- 京たこ（フードコート「食べラッセ」内） - 2007年11月2日（セミグランドオープン時）開業、2013年9月29日退店
- スパイス王国 - 2011年5月27日開業、2014年1月8日退店
- 上野文具 - 2011年2月10日開業、2014年1月13日退店
- 織姫らーめん（フードコート「食べラッセ」内） - 2012年10月26日開業、2014年1月13日退店
- 丸亀製麺（フードコート「食べラッセ」内） - 2007年11月2日（セミグランドオープン時）開業、2014年1月19日退店
- ファミリーブック - 2007年11月2日（セミグランドオープン時）開業、2014年1月19日退店[7]
- SPOT3 - 2012年7月1日開業、2014年3月20日退店
- MARUKIN second stage - 2009年1月開業、2014年3月23日退店
- カプリチョーザ - 2007年12月5日開業、2014年3月30日退店
- ミストラル（バラエティ雑貨） - 2008年4月25日開業、2014年3月31日退店
- h.a.s. plan - 2007年11月2日（セミグランドオープン時）開業、2014年5月6日退店
- COMOC - 2012年9月28日開業、2014年5月6日退店
- クレ ド ソル - 2007年11月2日（セミグランドオープン時）開業、2014年5月25日退店（あしかがハーヴェストプレース時代で最後に退店した3つの店舗の1つ）
- BONIA - 2012年10月6日開業、2014年5月25日退店（あしかがハーヴェストプレース時代で最後に退店した3つの店舗の1つ）
- moa - 2013年2月21日開業、2014年5月25日退店（あしかがハーヴェストプレース時代で最後に退店した3つの店舗の1つ）
- SPORTS DEPO - 2014年6月12日開業、2019年1月27日退店（アシコタウンあしかがの開業以降で退店した初の店舗）
- ポーラ ザ ビューティ - 2008年7月5日開業、2014年5月20日リニューアルに伴う移転の為一時退店し、2014年5月31日先行新装開業、2020年9月30日退店。
- キッズ US.ランド - 2014年6月18日開業、2021年2月11日退店。
- からだファイン - 2014年6月1日新装開業、2019年11月1日にからだ工房から現在の名称に変更。2022年6月10日退店
- ドコモショップサテライト店 - 2023年開業、同年6月15日退店
- ワイモバイル - 2017年2月24日新築したC棟にて開業、2024年1月14日退店